# Lev Kópelev
Lev Zinóvievitx (o Zàlmanovitx) Kópelev (o Kopélevitx) rus: Лев Зино́вьевич (Залманович) Ко́пелев (Копелевич) 27 de març [C.J. 9 d'abril] de 1912 a Kíiv; † 18 de juny de 1997 a Colònia) fou un escriptor, germanista i humanista rus.

## Primers anys
Kópelev va néixer a Kíiv, llavors Imperi Rus, actualment Ucraïna, a una família jueva de classe mitjana. Des de ben petit la llengua alemanya li resultava familiar, i sovint la parlava en la seva infància al seu entorn (la família tenia una mainadera alemanya i el seu primer amor fou la filla d'una família alemanya). El 1926, la seva família es va traslladar a Khàrkiv i durant aquest temps, el 1926-1927, va aprendre l'esperanto. Mentre era estudiant a la facultat de filosofia de la Universitat Estatal de Khàrkiv, Kópelev va començar a escriure en rus i en ucraïnès; alguns dels seus articles van ser publicats al diari Komsomólskaia Pravda.
Idealista comunista i actiu bolxevic, fou detingut primera vegada al març del 1929, "confraternitzar amb l'oposició bukharinista i trotskista", i va passar deu dies a la presó.

## Carrera
Més tard, va treballar com a editor de les emissions de notícies de ràdio en una fàbrica de locomotores. El 1932, com a corresponsal, Kópelev fou testimoni de les requises forçades de gra de l'NKVD i la deskulakització. Més tard, descriu l'Holodomor en les seves memòries, titulades I sotvoril sebe kumira, rus: И сотворил себе кумира ("I em vaig crear jo mateix un ídol"). Robert Conquest en la seva obra The Harvest of Sorrow ("La collita del dolor") el citaria més tard directament (vegeu també Col·lectivització a la Unió Soviètica).
Es va graduar a l'Institut Estatal d'Idiomes Estrangers de Moscou el 1935 a la facultat del llengua alemanya, i, després del 1938, va ser professor a l'Institut de Filosofia, Lletres i Història de Moscou, on va obtenir un doctorat.
Quan va esclatar la Gran Guerra Patriòtica, al juny del 1941, es va presentar com a voluntari per a l'Exèrcit Roig i va utilitzar el seu coneixement de l'alemany per servir com a agent de propaganda i intèrpret. Quan va entrar a Prússia Oriental amb l'Exèrcit Roig durant l'Ofensiva de Prússia Oriental, va criticar durament les atrocitats contra la població civil alemanya i va ser detingut el 1945 i condemnat a una pena de deu anys al Gulag per fomentar l'«humanisme burgès» i per "la compassió envers l'enemic". Al xarajka Marfino va conèixer Aleksandr Soljenitsin. Kópelev es va convertir en un prototip per al personatge de Lev Rubin en la seva novel·la V kruge pervom, rus: В круге первом ("El primer cercle").
Alliberat el 1954, el 1956 va ser rehabilitat. Encara era un optimista i creia en els ideals del comunisme, per la qual cosa, durant el desglaç de Khrusxov, va tornar a militar al Partit Comunista de la Unió Soviètica (PCUS). Del 1957 al 1969 va ser professor a l'Institut de Moscou de poligrafia i a l'Institut d'Història de l'Art. Va ser Kópelev qui es va acostar a Aleksandr Tvardovski, llavors editor de la revista literària soviètica Novi Mir (Nou Món) per instar a la publicació de l'obra de Soljenitsin Un dia en la vida d'Ivan Deníssovitx.
A partir de 1968 en endavant, Kópelev va participar activament en el moviment pro drets humans i la dissidència. El 1968 va ser acomiadat de la feina i expulsat del PCUS i la Unió d'Escriptors Soviètics per a la signatura de cartes de protesta contra la persecució dels dissidents, on públicament donava suport a Andrei Siniavski i Iuli Daniel i denunciava activament la invasió soviètica de Txecoslovàquia. Així, denunciÀ l'expulsió de Soljenitsin de la Unió d'Escriptors i va escriure en defensa del general dissident general Piotr Grigorenko, reclòs a un psikhuixka.
Els llibres de Kópelev es van distribuir a través del samizdat (edicions clandestines), es tragueren de contraban de Rússia i es publicaren a Occident.
Pel seu activisme polític i els contactes amb Occident, se li va privar del dret a ensenyar o ser publicat el 1977.

## A Alemanya
El 1980, durant un viatge d'investigació a Alemanya Occidental, va ser desposseït de la seva ciutadania soviètica. Es quedà llavors a Alemanya, on obtingué la ciutadania d'honor el 1981 i fou professor a la Universitat de Wuppertal. Obtingué el grau de doctor en filosofia per la Universitat de Colònia així com nombrosos reconeixements internacionals. El 1990, Gorbatxov li restituí la ciutadania soviètica. Va rebre el 1991 el Premi de la Pau Erich Maria Remarque. Lev Kópelev morí el 1997 a Colònia; està enterrat al cementiri del monestir de Donskoi a Moscou.
El Fòrum Lev Kópelev, organisme alemany, ret homenatge des del 1999 a les persones, projectes i organitzacions que actuen segons l'esperit de l'escriptor i propaguen idees de comprensió mútua i de diàleg entre els països, els pobles i les cultures.